# 2014–15年女子曲棍球世界聯賽
2014–15年女子曲棍球世界聯賽為第二屆女子曲棍球世界聯賽。比賽於2014年6月在新加坡開始，於2015年12月在阿根廷羅薩里奧結束。
此次比賽的準決賽也作為2016年夏季奧林匹克運動會的資格賽，分數最高的前七名有奧林匹克運動會的參賽資格。
阿根廷在決賽時以5–1擊敗紐西蘭，獲得冠軍，德國則以6–2擊敗中國，獲得季軍。